# Patrick Glanzmann
Pour les articles homonymes, voir Glanzmann.
Patrick Glanzmann né le 18 août 1969 à Bienne, est un ancien joueur professionnel et entraîneur suisse de hockey sur glace.

## Carrière
- 1987-1989 : HC Bienne (LNA)
- 1989-1990 : SC Lyss (LNB)
- 1990-1991 : SC Rapperswil-Jona (LNA)
- 1991-1995 : HC Bienne (LNA)
- 1995-1997 : HC Ambri-Piotta (LNA)
- 1997-1998 : HC La Chaux-de-Fonds (LNA)
- 2000-2001 : HC Ajoie (LNB)

De 2007 à novembre 2009, il entrainera le HC Tramelan en 1re Ligue.
Il fait un court passage au HC Uni-Neuchâtel aussi en 1ère Ligue durant la saison 2010-2011.
Après 5 saisons à la tête du CP Lyss, il quitte ce club sur un titre de Champion Suisse de 1ère Ligue  2018-2019.

## Référence
Fiche de carrière sur www.eurohockey.com